# Pachakutic
Pachakutic, termine appartenente alla lingua quechua, era, in origine, un concetto associato alle culture andine precolombiane, nelle quali indicava "un cambiamento nel sole", o un movimento della Terra, che avrebbe portato a una nuova era.

## Descrizione
Nel suo contesto originale era associato con il tipo di mito della creazione ritrovato in buona parte dell'America precolombiana; secondo questa leggenda l'attuale mondo avrebbe subito numerosi cicli di creazione e rinnovamento, e l'era attuale sarebbe solo una parte di un grande ciclo. Il termine pachakutic fa riferimento al completamento di questi cicli e all'inizio di una nuova era.
Il concetto è stato recentemente adottato da alcuni movimenti politici sudamericani, soprattutto da quelli che si prefiggono di difendere i diritti dei popoli indigeni. In questo ambito sta a significare l'inizio di un nuovo ciclo e il desiderio di cambiamento del sistema politico, o Pachakamac ("rivoltare il mondo sottosopra").
Il Movimiento de Unidad Plurinacional Pachakutik, partito politico ecuadoregno legato agli indigeni, ne ha adottato il termine, insieme al simbolismo associato.